# Wasserfallkarspitze
Die Wasserfallkarspitze (auch Deiserspitze) ist ein 2557 m ü. A. hoher Berg in den Allgäuer Alpen in Tirol.

## Lage und Umgebung
Die Wasserfallkarspitze liegt in der Hornbachkette westlich von Elmen im Lechtal. Ihre Nachbargipfel sind im Westen die 2512 m hohe Elferspitze und im Nordosten die 2496 m hohe Schwellenspitze. Im Norden liegt das Faulholzerkar oberhalb von Hinterhornbach im Hornbachtal. Im Süden liegt das Wasserfallkar, im Osten das Großkar.

## Besteigung
Die Wasserfallkarspitze kann von Klimm bei Elmen in ungefähr 4½ Stunden bestiegen werden. Man folgt zunächst dem markierten Weg zur Klimmspitze bis an den Rand des Großkars. Von hier aus durchquert man weglos das Großkar zu einer Rinne im Südostrücken, den man in alpiner Schwierigkeit UIAA I erreicht. Von hier aus ist der Gipfel unschwierig zu erreichen.

## Einzelnachweise

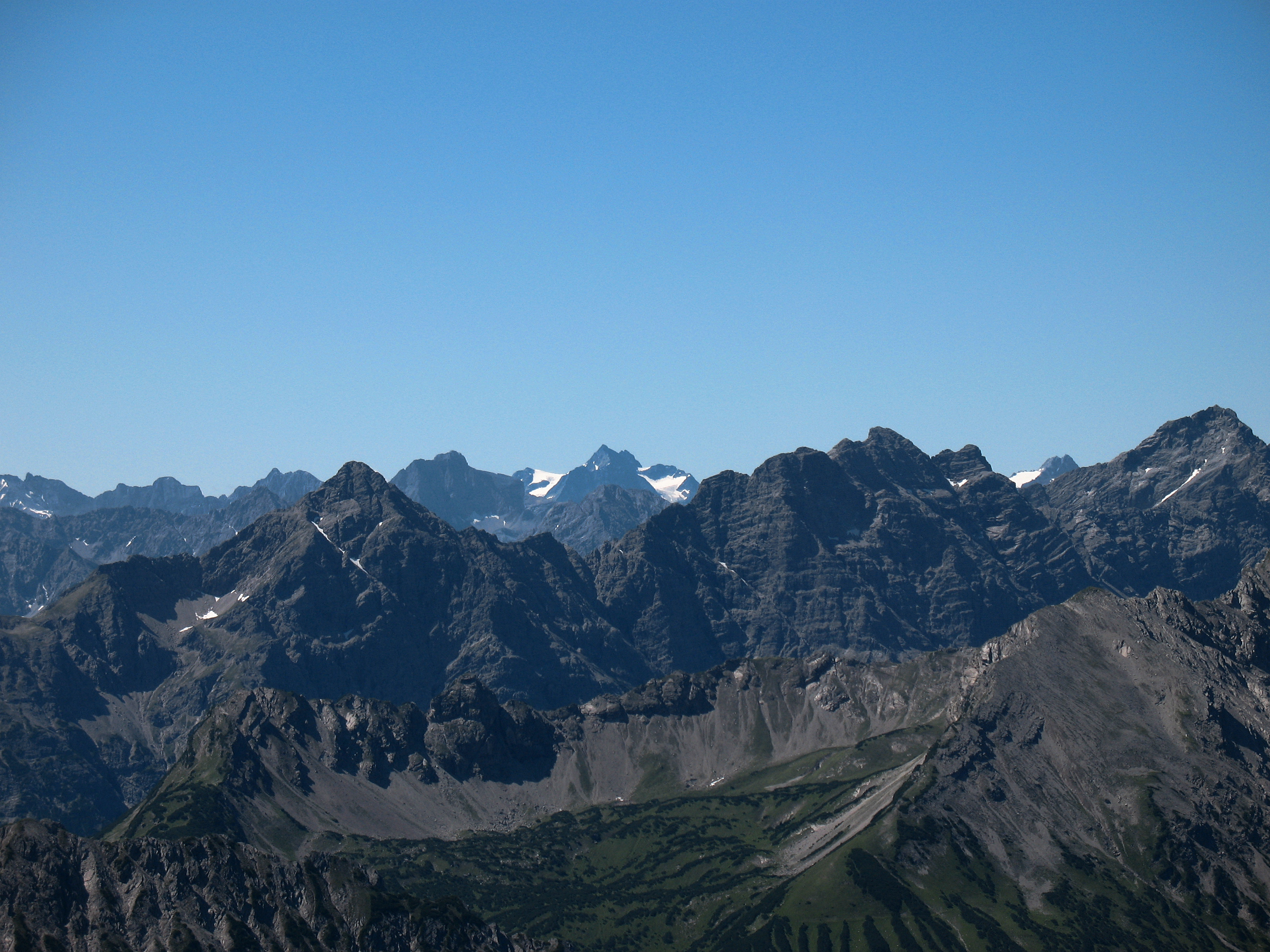
Klimmspitze, Wasserfallkar- und Urbeleskarspitze
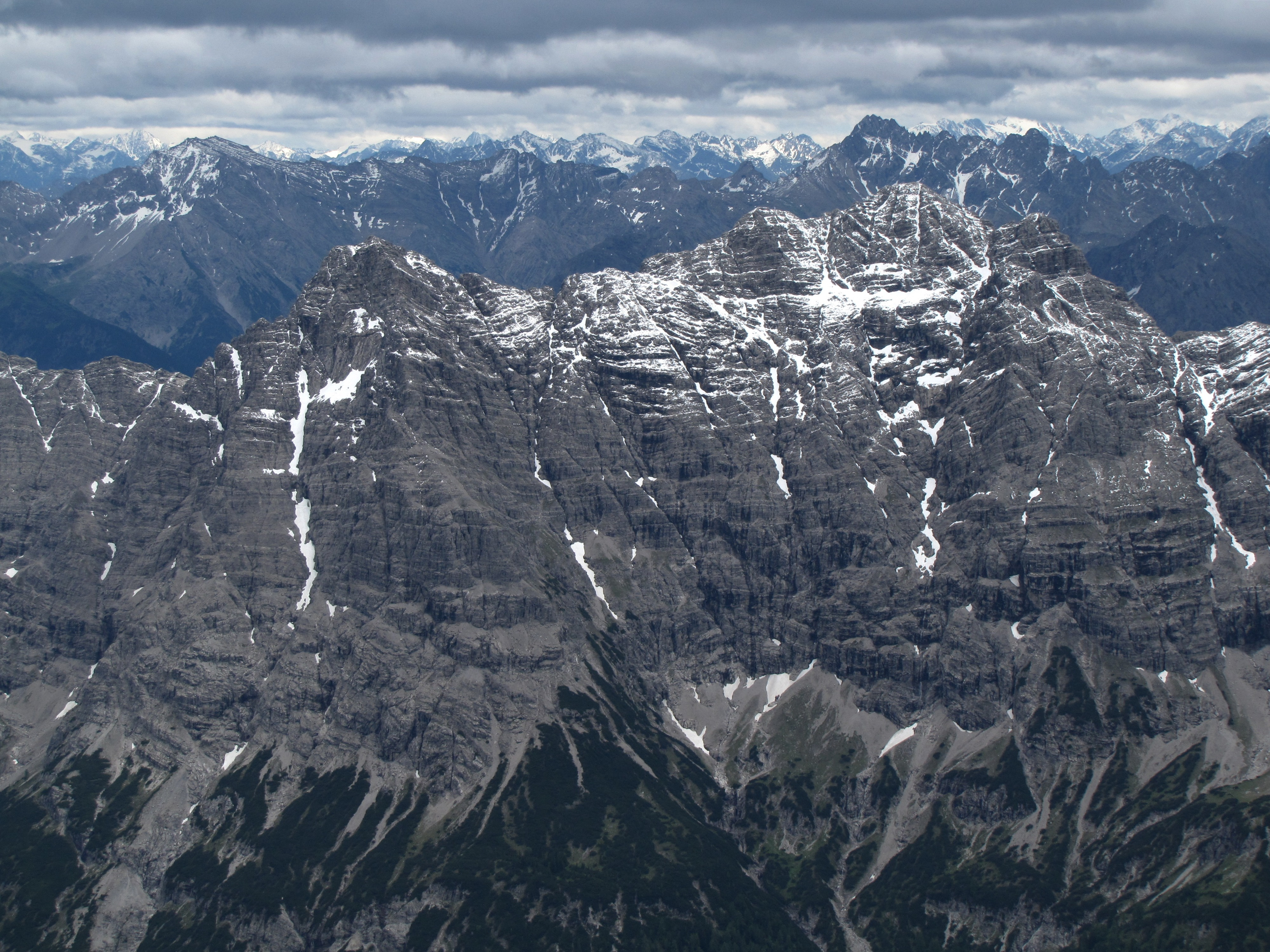
Schwellenspitze und Wasserfallkarspitze